# Adénosylhomocystéine nucléosidase
L'adénosylhomocystéine nucléosidase est une hydrolase qui catalyse la réaction :
S-adénosyl-L-homocystéine + H2O  {\displaystyle \rightleftharpoons }  S-ribosyl-L-homocystéine + adénine.
Cette enzyme intervient dans le métabolisme de la méthionine. 